# Parafia Matki Bożej Wspomożenia Wiernych w Tuszowie Narodowym
Parafia Matki Bożej Wspomożenia Wiernych w Tuszowie Narodowym – parafia rzymskokatolicka znajdująca się w diecezji sandomierskiej, w dekanacie Baranów Sandomierski. Została erygowana 10 maja 1925 roku.
Do parafii należą wierni z następujących miejscowości: Grochowe, Tuszów Mały i Tuszów Narodowy.